# Kukës
Kukës là một đô thị trong quận Kukës thuộc hạt Kukës, Albania. Dân số năm 2005 là 17222 người.